# متحف سولومون غاغينهايم
متحف سولومون غاغينهايم هو متحف معروف يقع على الجانب الشرقي من مانهاتن في مدينة نيويورك، الولايات المتحدة.
هذا المتحف يعتبر بمثابة المقر الدائم لمجموعة مشهورة من الأعمال الانطباعية الحديثة، وأعمال مرحلة ما بعد الانطباعية مرحلة الفن الحديث المبكرة، والفن المعاصر.
كما يقوم المتحف بنتظيم معارض خاصة على مدار السنة.

## التصميم
صمم المتحف المهندس فرانك لويد رايت، حيث يتم اعتبار المتحف كواحداً من معالم القرن 20 المعمارية الأكثر أهمية.
صممه رابت عام 1945 م وتم البدء في تنيفذه عام 1959 م ، إتبع فيه الشكل يتبع الوظيفة وحاول فيه لفت نظر الزائر للمتحف إلى اللوحات الفنية والتحف المعروضة خلال طبقات المتحف المختلفة مع تسهيل الإنارة الطبيعية عن طريق القبة العلوية فوق المبنى.
افتتح المتحف في 21 أكتوبر 1959 م، وكان المتحف الثاني الذي تم افتتاحه من قبل مؤسسة سولومون غاغينهايم. وتم تسجيل المتحف في السجل القومي للآثار التاريخية عام 2005 م.

## انظر ايضا

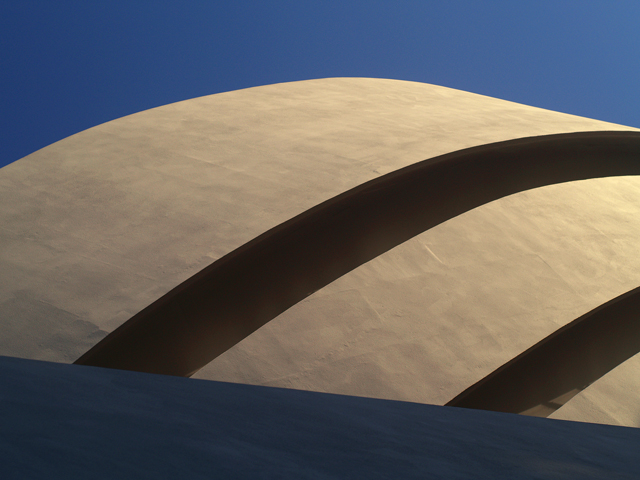
المنظر الخارجي للمتحف بعد التجديدات التي استمرت ثلاث سنوات

- غاغينهايم أبو ظبي

## وصلات خارجية
- الموقع الألكتروني الرسمي
- Gwathmey Siegel Solomon R. Guggenheim Museum Renovation and Addition project page
- نقد معماري للمتحف نسخة محفوظة 29 يونيو 2007 على موقع واي باك مشين.
- Art of the Motorcycle Exhibit
- New York Academy of Sciences Podcast about Imageless Exhibit
- Happy 50th Birthday, Guggenheim - slideshow by لايف magazine
- 50 Facts on Guggenheim's 50th - نيويورك ديلي نيوز archives
- The Guggenheim 50th Birthday Party